# Atrichopogon armativentris
Atrichopogon armativentris är en tvåvingeart som först beskrevs av Jean-Jacques Kieffer 1924.  Atrichopogon armativentris ingår i släktet Atrichopogon och familjen svidknott. Inga underarter finns listade i Catalogue of Life.